# Türkvizyon Song Contest 2015
Türkvizyon Song Contest 2015 var den 3:e upplagan av Türkvizyon som hölls i Istanbul, Turkiet.
Den 22 november 2014 meddelades det att värdarna för Türkvizyon 2015 skulle ha varit staden Mary, Turkmenistan. Men den 21 februari 2015 meddelades att värdstaden hade ändrats och tävlingen skulle då ske i Asjchabad. I slutet av augusti 2015 ändrades värdstaden till Istanbul i Turkiet.
Det var första gången ingen semifinal hölls. Endast en final hölls.
Flera regioner och länder valde att dra sig ur tävlingen. De flesta regioner i Ryssland ställde inte upp på grund av det aktuella läget i de internationella relationerna mellan Ryssland och Turkiet.

## Finalen
| Land                    | Språk           | Artist                      | Låt                  | Svensk översättning            | Placering | Poäng |
| ----------------------- | --------------- | --------------------------- | -------------------- | ------------------------------ | --------- | ----- |
| Albanien                | Turkiska        | Xhoi Bejko & Visar Rexhepi  | "Adi Hasret"         | Längtan                        | 8         | 154   |
| Azerbajdzjan            | Azerbajdzjanska | Mehman Tağiyev              | "Istanbul"           |                                | 7         | 155   |
| Vitryssland             | Turkiska        | Aleksandra Kazimova         | "Azadlıq"            | Frihet                         | 20        | 126   |
| Bosnien och Hercegovina | Bosniska        | Adis Škaljo                 | "Pa Šta?"            | Så vad?                        | 12        | 153   |
| Bulgarien               | Turkiska        | Big Star Life               | "İstanbuldayız"      | Vi är i Istanbul               | 6         | 162   |
| Gagauzien               | Turkiska        | Valentin Ormanji            | "Sev Beni Sev"       | Älska mej, älska!              | 10        | 154   |
| Georgien                | Turkiska        | Anar Askerov                | "Tenha Yürek"        | Avskilt Hjärta                 | 16        | 138   |
| Tyskland                | Turkiska        | Derya Kaptan                | "Sessiz Çığlık"      | Tyst Skrik                     | 11        | 153   |
| Iran                    | Turkiska        | Reza Esbilani               | "Mənim Arzum"        | Min dröm                       | 19        | 131   |
| Irak                    | Turkiska        | Oğuz Sırmalı                | "Serenat"            | Serenad                        | 17        | 137   |
| Kazakstan               | Kazakiska       | Orda                        | "Olay Emes"          | Inte direkt                    | 2         | 185   |
| Kosovo                  | Turkiska        | Tolga Kazaz                 | "Sevmek Günah Mıdır" | Kärlek är en synd              | 14        | 141   |
| Kirgizistan             | Kirgiziska      | Jiidesh İdirisova           | "Kim Bilet"          | Vem vet                        | 1         | 194   |
| Makedonien              | Turkiska        | Kaan Mazhar                 | "Böyle Olmamalıydı"  | Det borde inte ha varit så här | 4         | 165   |
| Nordcypern              | Turkiska        | İpek Amber                  | "Sessiz Gidiş"       | tyst lämnande                  | 9         | 154   |
| Rumänien                | Turkiska        | Edvin Eddy                  | "Seviyorum Anlasana" | Förstå att jag älskar dej      | 18        | 134   |
| Sandžak                 | Bosniska        | Almedin Varošanin           | "İz"                 | Från                           | 15        | 140   |
| Syrien                  | Turkiska        | Adil Şan                    | "Geliş"              | Ankomst                        | 5         | 165   |
| Turkiet                 | Turkiska        | Görkem Durmaz               | "Hırçın Sular"       |                                | 3         | 175   |
| Ukraina                 | Gaugaziska      | Anna Mitioglo               | "Baaşla bana"        | Förlåt mig                     | 13        | 148   |
| Uzbekistan              | Uzbekiska       | KaaPlya (Ajnabiy) & Hurdona | "Azadlık"            | Frihet                         | 21        | 119   |

## Bala Türkvizyon Song Contest 2015
Bala Türkvizyon Song Contest 2015 var den 1:e upplagan av Bala Türkvizyon som hölls i Istanbul, Turkiet.
Tävlingen var inspirerad av Junior Eurovision Song Contest

## Deltagande länder
Länderna i tabellen nedan har bekräftat deltagande.
| Nr | Land         | Språk           | Artist                            | Låt                     | Översättning                 | Placering | Poäng |
| -- | ------------ | --------------- | --------------------------------- | ----------------------- | ---------------------------- | --------- | ----- |
| 1  | Albanien     | Turkiska        | Aurora Kapo                       | "Yıldızlarla Dans"      | Dansa med stjärnorna         | 7         | 100   |
| 2  | Azerbajdzjan | Azerbajdzjanska | Nuray & Ahmed                     | "Cocokuluk Yillari"     | Barndoms åren                | 1         | 115   |
| 3  | Vitryssland  | Turkiska        | Fateh Hüseyin                     | "Usaqlarin Seheri"      | Barnens stad                 | 11        | 90    |
| 4  | Georgien     | Azerbajdzjanska | Şaban Memmedov                    | "Seninle Bagli Arzular" | Plattformen du önskar är med | 3         | 112   |
| 5  | Iran         | Azerbajdzjanska | Attila, Roza, Daria, Aylin & Tala | "Ana Dilim"             | Modersmål                    | 12        | 90    |
| 6  | Kazakstan    | Kazakiska       | Erkin Tursynhan                   | "Samğa"                 | Flyg                         | 2         | 113   |
| 7  | Kirgizistan  | Kirgiziska      | Aydin Nurdinov                    | "Kyrgyz Biy"            | Kirgizisk Dans               | 4         | 111   |
| 8  | Kosovo       | Turkiska        | Ela Kazaz                         | "Yeni Yil"              | Nyår                         | 10        | 93    |
| 9  | Makedonien   | Turkiska        | Tolga Mazhar                      | "Hadi Benimle"          | Kom med mig                  | 13        | 89    |
| 10 | Gagauzien    | Gagauziska      | Yana Dimova                       | "Ey Oglan"              |                              | 8         | 98    |
| 11 | Rumänien     | Turkiska        | İrem Kayaali                      | "Sihirbaz"              | Trollkar                     | 6         | 102   |
| 12 | Turkiet      | Turkiska        | Republic Group                    | "Hayat Vayram Olsa"     | Även om livs fester          | 9         | 95    |
| 13 | Ukraina      | Turkiska        | Albina Kazanzhi                   | "Dostluk"               | Vänskap                      | 5         | 105   |